# Australische Zyklonsaison
Die Australische Zyklonsaison beginnt am 1. November und endet am 30. April. Bestandteil der australischen Zyklonsaison sind Stürme, die sich südlich des Äquators zwischen dem 90. und 160. Grad östlicher Länge bilden. Dazu gehören Australien, Papua-Neuguinea, der westliche Teil der Salomonen, Osttimor und die südlichen Bereiche Indonesiens. 

## Anzahl Zyklone
Die durchschnittliche Anzahl tropischer Zyklone in der australische Zyklonsaison liegt bei 11. Minimal lag sie bisher bei 3 und maximal bei 21 Zyklonen. Schwere tropische Zyklone traten in einer Saison maximal 12 auf.
In El-Niño-Jahren werden typischerweise weniger Zyklone verzeichnet. Auch tritt in solchen Jahren der erste Zyklon später in der Saison als üblich auf.
| Rekord                              | Rekord                              | Tropischer Zyklon | Schwerer Tropischer Zyklon | Beleg |
| ----------------------------------- | ----------------------------------- | ----------------- | -------------------------- | ----- |
| Maximale Anzahl (Saison):           | Maximale Anzahl (Saison):           | 21 (1983–84)      | 12 (1983–84)               | [ 2 ] |
| Minimale Anzahl (Saison):           | Minimale Anzahl (Saison):           | 3 (2015–16)       | 0 (2015–16)                | [ 2 ] |
| Durchschnitt (1969–70 bis 2023–24): | Durchschnitt (1969–70 bis 2023–24): | 11                | —                          | [ 1 ] |

## Liste
- Zyklone in Australien vor 1970
- Australische Zyklonsaison 2008–2009
- Australische Zyklonsaison 2009–2010
- Australische Zyklonsaison 2010–2011
- Australische Zyklonsaison 2011–2012
- Australische Zyklonsaison 2012–2013
- Australische Zyklonsaison 2013–2014
- Australische Zyklonsaison 2014–2015
- Australische Zyklonsaison 2018–2019
- Australische Zyklonsaison 2019–2020
- Australische Zyklonsaison 2021–2022
- Australische Zyklonsaison 2022–2023
- Australische Zyklonsaison 2023–2024